# Sidomukti (Tanjung Sari)
Sidomukti is een bestuurslaag in het regentschap Lampung Selatan van de provincie Lampung, Indonesië. Sidomukti telt 1855 inwoners (volkstelling 2010).